# Justizamt Roßlau
Das Justizamt Roßlau war 1812 bis 1847 eine Gerichts- und Verwaltungseinheit im Herzogtum Anhalt-Köthen und danach im Herzogtum Anhalt-Dessau mit Sitz in Roßlau.

## Geschichte
In Roßlau bestand das Amt Roßlau als Teil des Fürstentums Anhalt-Zerbst. Dieses fiel im Rahmen der Zerbster Teilung gemeinsam mit dem Amt Lindau und dem Amt Dornburg 1797 weitaus überwiegend an das Fürstentum Anhalt-Köthen und blieb dort als Amt Roßlau mit Lindau bestehen. Die so übernommenen Orte waren Grimme, Dobritz, Reuden, Hagendorf und Nedlitz aus dem ehemaligen Amt Lindau, Natho, Thießen, Ragösen, Hundeluft, Gerno und Jeber aus dem ehemaligen Amt Roßlau sowie Polenzko und Krakau. 
Im Jahre 1811 wurde das Land nach französischem Vorbild neu in Distrikte eingeteilt, darunter der Distrikt Roßlau. Ab 1812 wurden die landesherrlichen Verwaltungs- und Gerichtseinheiten in Anhalt-Köthen dann einheitlich Justizamt genannt. Es umfasste die Städte Roßlau und Lindau und 23 Dörfer. Dies waren im Amr Roßlau Rodleben, Brambach, Neeken, Merklau, Mühlstedt, Streetz, Mühlsdorf, Meinsdorf, Bornum, Kleinleitzkau, Trüben, Garitz, Bonitz, Pulspforde, Stragut, Mühro, im Amt Lindau der Flecken Lindau die Alte Sorge, die Neue Sorge und die Dörfer Buhlendorf, Kuhberge, Neue Mühle, Quast, Lietzo, Kerchau, Deetz, Badewitz, Strinum, Zernitz sowie dem einzigen Ort des Amtes Dornburg, Dornburg.
Im Jahre 1830 wurden 5227 Einwohner in 866 Häusern gezählt.
Das Justizamt war sowohl Gericht erster Instanz als auch Verwaltungsbehörde. Als Appellationsgericht diente die herzogliche Regierung in Köthen.

## Übergang an Anhalt-Dessau 1847
Im Jahre 1847 ging Anhalt-Köthen in Anhalt-Dessau auf, und die Gerichte wurden übernommen. Appellationsgericht war nun die herzogliche Regierung in Dessau.

## Neuorganisation 1849/50
Mit der Märzrevolution war eine umfassende Verwaltungs- und Justizreform verbunden. Die Trennung der Rechtsprechung von der Verwaltung wurde eingeführt und die Patrimonialgerichte abgeschafft. Die Verwaltungsaufgaben übernahmen die Kreisdirektionen und die Gerichtsfunktionen die Kreisgerichte und Kreisgerichtskommissionen.
Für die Justiz entstand so das Kreisgericht Zerbst mit einer Kreisgerichtskommission in Roßlau. Dieses war dem Oberlandesgericht Dessau in zweiter und Oberappellationsgericht Jena letzter Instanz übergeordnet. Die Verwaltungsaufgaben übernahm die Kreisdirektion Zerbst.